# Жабно
Жа̀бно (на полски: Żabno) е град в Южна Полша, Малополско войводство, Тарновски окръг. Административен център е на градско-селската Жабненска община. Заема площ от 11,13 км2.

## Население
Според данни от полската Централна статистическа служба, към 1 януари 2014 г. населението на града възлиза на 4 223 души. Гъстотата е 379 души/км2.

## Личности

### Родени в града
- Адолф Рудницки, писател